# Evojacha
La Evojacha (in russo Евояха?) è un fiume della Russia siberiana occidentale, affluente di sinistra del Pur. Scorre nei rajon Nadymskij e Purovskij rajon, e nel distretto urbano di Novyj Urengoj, nel Circondario autonomo Jamalo-Nenec.
Il fiume proviene da un lago senza nome nel distretto Nadymskij vicino all'insediamento di tipo urbano di Pangody; scorre in direzione mediamente orientale, attraversa la città di Novyj Urengoj e sfocia nel fiume Pur appena a nord del villaggio di Limbjajacha, a 223 km dalla foce. Ha una lunghezza di 201 km, il bacino è di 3 970 km².